# Фронт освобождения архипелага Мадейра
Фронт освобождения архипелага Мадейра (ФОАМ порт. Frente de Libertação do Arquipélago da Madeira (FLAMA)) — португальская ультраправая террористическая антикоммунистическая сепаратистская подпольная военизированная организация второй половины 1970-х годов на Мадейре. Фронт был создан после событий 25 апреля 1974 года с целью предоставления независимости архипелагу Мадейра путём создания независимого государства, борьбы с «угрозой красных», препятствования приходу к власти левых сил.
Данная группировка имела аналог на территории Португалии —  правый террористический Фронт освобождения Азорских островов.
В политической борьбе против левых партий и выход из состава Португалии нелегальная организация применяла насильственные методы, запугивание, взрывы автомобилей.
По данным различных источников среди террористических актов боевиков Фронта значатся от 70 до 200 взрывов бомб.
ФОАМ прекратил активные действия в 1978 году.

## Активность послеРеволюции гвоздик
Фронт выступал против курса Вашку Гонсалвеша и активно противодействовал марксистской политической экспансии на Мадейре.
Угрозы смерти, поджоги автомобилей, взрывы бомб устрашающее воздействовали не только на коммунистов, но и активистов других левых партий, вынуждая их покинуть остров.
В то же время возникло противопоставление жителей острова населению континента. Лиссабон позиционировался в качестве колонизатора. ФОАМ причисляется к национально-освободительным движениям лишь на основании этой политической риторики.
ФОАМ издавал собственную газету «Новая Мадейра» (Madeira Nova).
После установления политической стабильности с приходом к власти социал-демократов и принятия Конституции 1976 года, гарантировавшей автономию архипелага Мадейра, активная деятельность Фронта, как и многих антикоммунистических движений Португалии, была прекращена.

## Подполье
Нелегальная деятельность ФОАМ проходила в условиях конспирации.
Поскольку Фронт был создан в условиях подполья, имена его руководителей и большинства членов до сих пор держатся в тайне. Достоянием гласности стали имена только двух основателей ФОАМ, которые впервые дали интервью прессе в 2009 году:
- Жуан Кошта Миранда (João Costa Miranda)
- Даниэл Дрюмон (Daniel Drumond)[1]

Жуан Кошта Миранда был одним из 16 руководителей политического отдела организации. С 1975 по 1978 год он занимал должность заместителя редактора издававшейся ФОАМ газеты «Новая Мадейра» , где публиковал политические заявления Фронта.
Руководители Фронта вышли из подполья спустя много лет и в своём первом интервью прессе в 2009 году признались, что у них не было лидера. Они утверждали, что Алберту Жуан Жардин (Alberto João Jardim — глава регионального правительства) никогда не был членом ФОАМ, но ему были известны готовившиеся акции по взрывам бомб.
Алберту Жуан Жардин всегда отрицал причастность к деятельности подпольной группировки ФОАМ, хотя однажды был сфотографирован в футболке с символикой Фронта.
В одном из интервью он рассказал, что после избрания его президентом региональной политической комиссии от Народно-демократической партии (PPD) вызвал в свой кабинет лидеров ФОАМ и сказал им: «Давайте прекратим всю эту неразбериху».
Кошта Миранда заявил, что когда в марте 1978 года Алберту Жуан Жардин принял пост главы регионального правительства, ФОАМ избавился от своих «петард и фейерверков, которые предназначались для достижения большей шумихи, чем чего-либо другого».

## Террористические акты
К наиболее громким акциям Фронта относятся:
- 21 сентября 1975 — нападение на президента профсоюза рабочих гражданского строительства Фуншала (Sindicato Livre dos Operarios da Construção Civil do Funchal)
- 7 октября 1975 — захват зданий радиотелевизионной станции (RTP Madeira) на Мадейре. Радиовещательная станция, считавшаяся «рупором коммунистов», была разрушена мощным взрывом.
- 30 июня 1977 — инциденты во время официального визита президента Португалии Рамалью Эанеша на Мадейру[5]

Наиболее удачной своей операцией бомбисты считали взрыв самолёта компании Nord-Atlas, от которого пострадали ещё два пассажирских Боинга, стоявших рядом на аэродроме.